# Gunung Api Gamalama
Gunung Api Gamalama este un stratovulcan aproape conic care se află aproape de orașul Ternate din Indonezia, cu o înălțime de 1.721 m. Acesta se află pe malul vestic al insulei Halmahera, în nordul insulelor Moluce. Timp de secole, Ternate a fost un centru de forturi portugheze și olandeze pentru comerțul cu mirodenii, cei care au dat rapoarte amănunțite despre activitățile vulcanice ale Gamalama.

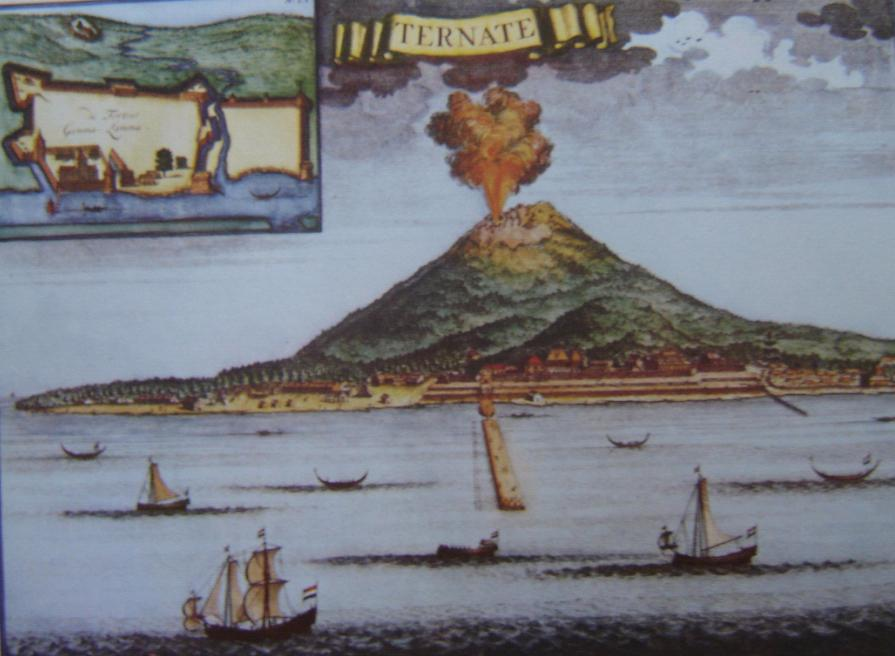
Reprezentare a Gamalama care a erupt la începutul anilor 1700 în prezența unui fort portughez.

O erupție din 1775 a provocat moartea a aproximativ 1300 de oameni.
Pe 4 decembrie 2011 Muntele Gamalama a erupt, aruncând material în aer până la 2.000 de metri. Mii de locuitori din orașul din apropiere Ternate au fugit din cauza particulelor de cenușă și praf care au plouat asupra orașului. În cele din urmă, pe 27 decembrie, aproximativ 4 persoane au murit și zeci au fost rănite în urma căderilor de resturi (lahar) după o lună de activitate.
Mai multe erupții au avut loc în septembrie 2012.
O erupție din 18 decembrie 2014 a depus cinci centimetri de cenușă pe pista aeroportului Babullah din Ternate, închizând aeroportul.